# Otočić Sveta Katarina
Otočić Sveta Katarina är en ö i Kroatien.   Den ligger i länet Istrien, i den västra delen av landet, 200 km sydväst om huvudstaden Zagreb.